# Öt akadály (buddhizmus)
Az öt akadály (szanszkrit: pancsa nivárana; páli: panycsa nívaranáni) a buddhista hagyományban olyan mentális tényezőkre utal, amelyek akadályozzák a meditálást a hétköznapi életben. A théraváda hagyományban ezeket a tényezőket kifejezetten a meditációs dhjána (koncentrációs fokozatok) szintek akadályainak tekintik. A mahájána hagyományban az öt akadály a szamatha (nyugalom) meditációt gátló tényezőket jelöli.
Az öt akadály a következő:
1. érzéki vágyak (kámaccsanda): az a fajta akarás, amely a látás, hallás, szaglás, ízlelés és érintés érzékelésében keresi a boldogságot.
2. rossz-akarás (vjápáda; vagy bjápáda): mindenféle elutasító gondolatok, ellenséges érzések, megbánás, utálat és keserűség.
3. Lustaság-zsibbadtság (thína-middha): a test nehézsége, a tudat tunyasága, amely tehetetlenséget és súlyos depressziót okoz.
4. Nyughatatlanság-aggodalom (uddhaccsa-kukkuccsa): a tudat lecsendesítésének képtelensége.
5. Kétség (vicsikiccsá): a meggyőződés vagy bizalom hiánya.

## Áttekintés
A buddhista hagyományokban
Az öt akadály megjelenik a théraváda és a mahájána buddhizmus hagyományaiban is, azonban azokat különböző módon mutatják be, az irányzatokban szereplő meditációs gyakorlatoktól függően. 

### Théraváda hagyomány
Nina van Gorkom, kortárs théraváda tudós szerint: "Az akadályok elárasztják a tudatot és gyengítik a belátást.[...] Az akadályok gátolják annak a fejlődését, ami üdvös."
A théraváda hagyományban az öt akadály a dhjána szintek elérésének a gátjai. Például, Ajahn Brahmavamso, kortárs théraváda tudós szerint:
Nagyon fontos ezen akadályok leküzdésének szándékos akarása, mivel az öt akadály áll a dhjánák és a bölcsesség útjába. Pont ez az öt akadály tüzeli fel az avidját. Buddha azt mondta, hogy ezek táplálják a tévelygést.
Ajahn Brahmavamso arra hívja fel a figyelmet, hogy meditáció közben éppen ezek az akadályok lépnek fel:
A meditáció során fellépő bármely probléma az öt akadály valamelyikéből, vagy azok kombinációjából fakad. Szóval amikor bármilyen nehézséget tapasztal a meditáló, akkor végig kell mennie az öt akadályon és ellenőriznie a probléma lényegét. Azután ki lehet választani a megfelelő gyógyírt és az alkalmazásán keresztül túl lehet jutni az akadályon. Így mélyebb meditációs szintre lehet jutni. Amikor az öt akadályt valaki teljesen leküzdötte, akkor nincs többé semmilyen akadály a meditáló számára, hogy megtapasztalja a dhjána boldogságát.

### Mahájána hagyomány
A mahájána hagyományon belül az öt akadályt kifejezetten a szamatha meditáció gátjainak tekintik.

### Az akadályok leküzdése
Az összes buddhista hagyományban az akadályokat vizsgálaton és megértésen keresztül lehet leküzdeni. Ajahn Sumedho például a következőképpen magyarázza:
A meditáció során az egyén kifejleszti az öt akadály megértését -- hogyan? Amikor valamelyik fellép, megvizsgálod, megérted, elfogadod a jelenlétét és megtanulod, miképp bánj vele. Olykor elég ha közlöd vele, hogy múljon el és el is múlik, máskor meg kell engedned neki, hogy maradjon és ezáltal halványul el.
Gil Fronsdal szerint az akadályok jó tanulója türelmes és nem utasítja el azokat. Amikor jelentkeznek, akkor foglalkozni kell velük. Az ő jelszava az, hogy "megállok az akadályoknak". Ugyanakkor fontos, hogy ne is kényeztessük el őket, ne időzzünk túl sokáig velük, de érdeklődjünk irántuk és tanulmányozzuk őket. A kortárs, ún. belátás meditációs irányzatban a következő módszert ajánlják:
- Ismerd fel.
- Fogadd el.
- Vizsgáld meg, érdeklődj. Pontosan milyen?
- Ne azonosulj vele. Az csak egy múló folyamat, amely jön és megy is tovább. Ne azonosítsd magad vele.

## Az akadályok

### Érzéki vágyak (kamaccsanda)
Az érzéki vágyak akadályát egy kölcsön felvételéhez hasonlítják. Bármely érzékszervi örömérzetért megfizetünk az attól való elkerülhetetlen elválasztódás után. Ráadásul a kölcsön után még kamatot is kell fizetni. Ezért mondta a Buddha az öröm kicsi az érte fizetendő szenvedéshez képest.
Az érzéki vágyak okozta akadályok leküzdéséhez a meditálónak először tudatosságot kell gyakorolnia és fel kell ismernie, hogy az akadály fellép. Ezután meg kell néznie, ki kell elemezni és a meditáció tárgyává kell tenni ahhoz, hogy teljesen megtapasztalja. Ezután a meditáló különböző technikákat használhat, például elmélyedhet az érzéki vágyak mulandó jellegén. Egy másik technika a testtel és annak öt érzéki aktivitásával való törődés ideiglenes megszüntetése. Egyesek úgy vélik, hogy az öt érzékelési terület azért van, hogy szolgálja és megvédje a testet, holott az igazság az, hogy a test van azért, hogy kiszolgálja az öt érzékelési területet a boldogságra való törekvés során.

### Rossz-akarás (vjapada)
A rossz-akarás akadálya a harag, a megbánás, az ellenségesség, a keserűség stb. érzéseihez kapcsolódik. Ezt a betegséghez szokták hasonlítani. Ahogy a betegség meggátolja az embert az egészségben, úgy a rossz-akarat meggátolja az embert abban, hogy békére leljen. Ennek az akadálynak az ellenszere a szerető kedvességen (metta) való meditáció.

### Lustaság-tunyaság (thina-middha)
A lustaság és a tunyaság egy unatkozó, morbid állapot, amelyet az esetlenség, az energia hiánya és az üdvös cselekedetekkel való szembehelyezkedés jellemez. Ezt az akadályt egy sötét börtöncellában való raboskodáshoz szokták hasonlítani, amikor az egyén képtelen szabadon mozogni a kinti fényes napsütésben. Ennek ellenszere az energiagyűjtés, amely mindig rendelkezésre áll ugyan, viszont kevesen tudják, miképp kell aktiválni. Például egy elérhető cél kitűzése energiát kelt.
Ha meditáció során jelentkezik ez az akadály, akkor azt jobb inkább abbahagyni és sétálni egyet.

### Nyughatatlanság-aggodalom (uddhacca-kukkucca)
A nyughatatlanság és az aggodalom akadálya arra a tudatra vonatkozik, amelyet úgy tűnik, képtelenség lecsillapítani ("majom tudatnak" is nevezik) Ezt az akadályt a rabszolga léthez szokták hasonlítani, amelyben az ember folyamatosan mások parancsára ugrál és sosincs lehetőség megállni. Ennek ellenszere az elégedettség kifejlesztése, amely a hibakeresés ellentéte. A mindig többet-akarás helyett, a kicsivel való beérés előnyein való elmélyedés. A meditáló elégedett a pillanattal, ahelyett, hogy a hibákat keresné. Ezzel egy időben érdemes lehet megvizsgálni a nyughatatlanság forrását is, például bűnbánat vagy lelkiismeret furdalás.

### Kétség (vicsikiccsa)
A kétség akadálya annak a képességnek a hiányára utal, hogy a meditáló megértse és alkalmazza a meditációs utasításokat, illetve elfogadja a tanítót és a tanításokat. Ezek zavaró belső kérdésekből fakadnak és a sivatagban elveszett emberhez szokták hasonlítani, aki képtelen tájékozódási pontot találni. Ennek ellenszere a világos utasítások összegyűjtése lehet, amely egy térképként szolgál az eligazodáshoz. Az önbizalmat táplálhatja egy jó tanító, amely által a meditáló teljes bizalmat épít ki a csöndes meditáció irányában.

## Internetes források
1. 1 2  The Five Hindrances, by Ajahn Brahmavamso (2001)
2. 1 2 3 4 5 6 7 8 9 10 11  The Five Hindrances, - Ajahn Brahmavamso (1999)
3. ↑  Different Groups Of Defilements Part II, Nina van Gorkom
4. ↑  The Five Hindrances, by Ajahn Sumedho. [2015. szeptember 24-i dátummal az eredetiből archiválva]. (Hozzáférés: 2015. február 5.)
5. 1 2  Five Hindrances Bodhi Cards. [2013. augusztus 31-i dátummal az eredetiből archiválva]. (Hozzáférés: 2015. február 5.)
6. ↑  The Five Hindrances: Restlessness and Worry audio talk - Gil Fronsdale

## Külső hivatkozások
- Nyanaponika Thera (1993), The Five Mental Hindrances and Their Conquest (Wheel No. 26). Kandy: Buddhist Publication Society. - "Access to Insight" (1994) - http://www.accesstoinsight.org/lib/authors/nyanaponika/wheel026.html.
- Ajahn Dhiravamso (2008), The Five Hindrances [Dhamma video]. Serpentine: Bodhinyana Monastery. - https://www.youtube.com/watch?v=6xpcD0Y3x7Y
- Gil Fronsdal (2008), The Five Hindrances Courses - http://www.insightmeditationcenter.org/books-articles/articles/the-five-hindrances-handouts/
- Az öt akadály - Ajahn Sumedho Archiválva 2015. szeptember 24-i dátummal a Wayback Machine-ben
- Az öt akadály leküzdése - Sayalay Susila